# Arthur le fantôme justicier
Pour les articles homonymes, voir Arthur.
Arthur le fantôme justicier est une série de bande dessinée créée par le dessinateur et scénariste de bande dessinée français Jean Cézard.

## La série d'origine
La série parait pour la première fois dans le no 451 de l'hebdomadaire Vaillant (3 janvier 1954). Elle est par la suite publiée dans Pif Gadget, successeur de Vaillant ainsi que dans d'autres publications des Éditions Vaillant telle que la série des Arthur le fantôme justicier Poche.
Deux semaines auparavant, la série a été précédée d'une première incursion par Cézard chez les fantômes hantant un château abandonné du Moyen Âge avec le récit Le réveillon du fantôme - Conte de Noël moyenâgeux en plusieurs bandes disséminées dans le no 449 de l'hebdomadaire  Vaillant (20 décembre 1953), où n'apparaît pas encore Arthur le fantôme justicier.
Cézard continuera de faire paraitre les aventures de son petit fantôme dans ce journal jusqu'à sa mort le 8 avril 1977.
Ainsi que le note Gérard Thomassian, la création de ce personnage marque un tournant dans la carrière de Cézard qui renonce alors au réalisme. Ses œuvres ultérieures ne relèveront plus que du genre comique : les Rigolus et les Tristus, Surplouf le petit corsaire etc.

## Le retour d'Arthur le fantôme
Arthur, le revenant, a vécu de nouvelles aventures après la disparition de son créateur pendant encore sept ans, entre 1982 et 1988, dans les pages de Pif Gadget, sous la plume d’un jeune dessinateur, Mircea Arapu, passionné par l’œuvre de Cézard.